# Bota de Oro
La Bota de Oro (en francés: Soulier d'Or) es un trofeo otorgado anualmente por el conglomerado de medios deportivos European Sports Media, que premia al mayor goleador de las ligas europeas de máxima categoría de acuerdo con un sistema de puntos ponderados.
Representado por un trofeo de una bota dorada, es entregado ininterrumpidamente desde 1968 por el diario deportivo francés L'Équipe, el cual fue sucedido por la E. S. M. en 1997 como promotor, y quien rediseñó el mismo a una bota de la firma Adidas, patrocinador del premio.

## Sistema de clasificación
Desde 1967 hasta 1990, el trofeo lo otorgaba el diario francés L'Equipe a través de su revista deportiva France Football, la cual adquirió a mitad de los años cuarenta, y este se entregaba al máximo goleador de cualquier liga europea en base, únicamente, al número de goles. En 1991, el nivel de los equipos europeos de las ligas menores se empezó a emparejar con el de las ligas más poderosas por lo que la publicación decidió quitarle el carácter oficial al trofeo tras la protesta llegada desde la federación chipriota, dónde un jugador había anotado 40 goles, seis más que los conseguidos por el ganador del trofeo de ese año, Darko Pancev. Desde ese año y hasta 1996, Adidas siguió otorgando el premio aunque no hubo ceremonia de entrega.
Desde 1997, el premio es entregado por la European Sports Magazines y la clasificación se obtiene con un sistema de puntos ponderado en el que, en función de la liga en la que compita el jugador, se premia en mayor o menor medida cada gol anotado. Los goles anotados en las cinco ligas más fuertes (teniendo en cuenta el ranking UEFA) se valoran con dos puntos; los goles marcadas en las ligas entre la sexta y la vigesimoprimera valen un punto y medio; el resto vale un punto. Para la Bota de Oro 2018-19, las cinco ligas con mejor ranking fueron la alemana, la española, la francesa, la inglesa y la italiana, mientras que ocuparon las posiciones intermedias las ligas austriaca, belga, bielorrusa, checa, croata, danesa, griega, neerlandesa, polaca, portuguesa, rumana, rusa, sueca, suiza, turca y ucraniana.

## Historial
| \| Edición \| Bota de Oro \| Gol \| Pts. \| Bota de Plata \| Gol \| Pts. \| Bota de Bronce \| Gol \| Pts. \| \| Bota de Oro de France Football \| Bota de Oro de France Football \| Bota de Oro de France Football \| Bota de Oro de France Football \| Bota de Oro de France Football \| Bota de Oro de France Football \| Bota de Oro de France Football \| Bota de Oro de France Football \| Bota de Oro de France Football \| Bota de Oro de France Football \| \| --------------------------------------- \| --------------------------------------------------------------- \| ------------------------------ \| ------------------------------ \| ------------------------------------------------------------------------------------------------- \| ------------------------------ \| ------------------------------ \| ---------------------------------------------------------------------------------------------------------- \| ------------------------------ \| ------------------------------ \| \| 1967-68 \| Eusébio (S. L. Benfica) \| 42 \| - \| Antal Dunai (Újpesti Dózsa S. C.) \| 36 \| - \| Bobby Lennox (Celtic F. C.) \| 32 \| - \| \| 1968-69 \| Petar Zhekov (CSKA Sofiya) \| 36 \| - \| Giorgos Sideris (Olympiakós Peiraiós) \| 35 \| - \| Antal Dunai (Újpesti Dózsa S. C.) Helmut Köglberger (F. K. Austria Wien) \| 31 \| - \| \| 1969-70 \| Gerd Müller (F. C. Bayern) \| 38 \| - \| Carlo Devillet (C. A. Spora Luxembourg) \| 31 \| - \| Petar Zhekov (CSKA Sofiya) \| 31 \| - \| \| 1970-71 \| Josip Skoblar (Olympique de Marseille) \| 44 \| - \| Salif Keïta (A. S. Saint-Étienne) \| 42 \| - \| Giorgos Dedes (Paniónios G. S. S.) \| 28 \| - \| \| 1971-72 \| Gerd Müller (F. C. Bayern) \| 40 \| - \| Antonis Antoniadis (Panathinaikós A. O.) \| 39 \| - \| Joe Harper (Aberdeen F. C.) Francis Lee (Manchester City F. C.) Slobodan Santrač (O. F. K. Beograd) \| 33 \| - \| \| 1972-73 \| Eusébio (S. L. Benfica) \| 40 \| - \| Gerd Müller (F. C. Bayern) \| 36 \| - \| Petar Zhekov (CSKA Sofiya) \| 29 \| - \| \| 1973-74 \| Héctor Yazalde (S. C. Portugal) \| 46 \| - \| Hans Krankl (Rapid Viena) \| 36 \| - \| Carlos Bianchi (Stade de Reims) Jupp Heynckes (Borussia Mönchengladbach) Gerd Müller (F. C. Bayern Múnich) \| 30 \| - \| \| 1974-75 \| Dudu Georgescu (Dinamo de Bucarest) \| 33 \| - \| Ruud Geels (Ajax Ámsterdam) Delio Onnis (AS Monaco) Héctor Yazalde (Sporting de Lisboa) \| 30 \| - \| \| \| \| \| 1975-76 \| Sotiris Kaiafas (AC Omonia) \| 39 \| - \| Carlos Bianchi (Stade de Reims) \| 34 \| - \| Peter Risi (FC Zürich) \| 33 \| - \| \| 1976-77 \| Dudu Georgescu (Dinamo de Bucarest) \| 47 \| - \| Béla Várady (Budapesti Vasas Sport Club) \| 36 \| - \| Ruud Geels (Ajax Ámsterdam) Dieter Müller (F. C. Colonia) \| 34 \| - \| \| 1977-78 \| Hansi Krankl (F. K. Rapid Wien) \| 41 \| - \| Carlos Bianchi (París Saint-Germain F. C.) \| 37 \| - \| Ruud Geels (A. F. C. Ajax) \| 32 \| - \| \| 1978-79 \| Kees Kist (AZ Alkmaar) \| 34 \| - \| László Fekete (Újpest FC) Thomas Mavros (AEK Atenas) \| 31 \| - \| \| \| \| \| 1979-80 \| Erwin Vandenbergh (Lierse S. K.) \| 39 \| - \| László Fekete (Újpest F. C.) \| 36 \| - \| Walter Schachner (F. K. Austria Viena) \| 34 \| - \| \| 1980-81 \| Georgi Slavkov (Trakia Plovdiv) \| 31 \| - \| Tibor Nyilasi (Ferencváros T.C.) \| 30 \| - \| Karl-Heinz Rummenigge (F. C. Bayern Múnich) \| 29 \| - \| \| 1981-82 \| Wim Kieft (A. F. C. Ajax) \| 32 \| - \| Kees Kist (AZ Alkmaar) Delio Onnis (Tours Football Club) \| 29 \| - \| \| \| \| \| 1982-83 \| Fernando Gomes (F. C. Porto) \| 36 \| - \| Peter Houtman (Feyenoord Rotterdam) \| 30 \| - \| Nikolaos Anastopoulos (Olympiakós Peiraiós) Charlie Nicholas (Celtic FC) \| 29 \| - \| \| 1983-84 \| Ian Rush (Liverpool F. C.) \| 32 \| - \| Marco van Basten (Ajax Ámsterdam) \| 28 \| - \| Nico Claesen (Standard Lieja) \| 27 \| - \| \| 1984-85 \| Fernando Gomes (F. C. Porto) \| 39 \| - \| Martin McCaughey (Linfield FC) \| 34 \| - \| Vahid Halilhodžić (FC Nantes) \| 28 \| - \| \| 1985-86 \| Marco van Basten (A. F. C. Ajax) \| 37 \| - \| Oleg Protásov (FC Dnipro Dnipropetrovsk) \| 36 \| - \| Tanju Çolak (Samsunspor) Anton Polster (FK Austria Viena) \| 33 \| - \| \| 1986-87 \| Toni Polster(1) (F. K. Austria Wien) \| 39 \| - \| Nasko Sirakov (PFC Levski Sofia) \| 36 \| - \| Brian McClair (Celtic F.C.) \| 35 \| - \| \| 1987-88 \| Tanju Çolak (Galatasaray S. K.) \| 39 \| - \| John Eriksen (Servette FC) \| 36 \| - \| Victor Pițurcă (Steaua de Bucarest) \| 34 \| - \| \| 1988-89 \| Dorin Mateut (Dinamo de Bucarest) \| 43 \| - \| Marcel Coras (Victoria de Bucarest) \| 36 \| - \| Baltazar (Atlético de Madrid) \| 35 \| - \| \| 1989-90 \| Hugo Sánchez (Real Madrid C. F.) Hristo Stoichkov (CSKA Sofiya) \| 38 \| - \| Gerhard Rodax (FC Admira Wacker Mödling) \| 35 \| - \| \| \| \| \| 1990-91 \| Darko Pancev(2) (F. K. Crvena Zvezda) \| 34 \| - \| Tanju Çolak (Galatasaray SK) \| 31 \| - \| Václav Daněk (FC Tirol Innsbruck) Kliton Bozgo (KS Tomori Berat) \| 29 \| - \| \| Bota de Oro Adidas \| \| \| \| \| \| \| \| \| \| \| 1991-92 \| Ally McCoist (Rangers F. C.) \| 34 \| - \| Richard Daddy Owubokiri (Boavista FC) \| 30 \| - \| Zoran Ubavič (NK Olimpija Ljubljana) Ian Wright (Crystal Palace F.C.) \| 29 \| - \| \| 1992-93 \| Ally McCoist (Rangers F. C.) \| 34 \| - \| Vasilis Dimitriadis (AEK Atenas) \| 33 \| - \| Krzysztof Warzycha (Panathinaikos FC) \| 32 \| - \| \| 1993-94 \| David Taylor (Porthmadog F. C.) \| 43 \| - \| Andrew Cole (Newcastle United FC) \| 34 \| - \| Alan Shearer (Blackburn Rovers FC) Josip Weber (Cercle Brugge) \| 31 \| - \| \| 1994-95 \| Arsen Avitisyan (Homenhem) \| 39 \| - \| Saša Ćirić (FK Vardar) \| 35 \| - \| Alan Shearer (Blackburn Rovers FC) \| 34 \| - \| \| 1995-96 \| Zviad Endeladze (Margveti Zestaponi) \| 40 \| - \| Ken McKenna (Conwy Borough F.C.) \| 38 \| - \| Vladimir Gavriliu (FC Zimbru Chișinău) \| 34 \| - \| \| Bota de Oro de la European Sports Media \| \| \| \| \| \| \| \| \| \| \| 1996-97 \| Ronaldo (F. C. Barcelona) \| 34 \| 68 \| Mário Jardel (FC Porto) \| 30 \| 60 \| Hakan Şükür (Galatasaray SK) \| 38 \| 57 \| \| 1997-98 \| Nikos Machlas (SBV Vitesse) \| 34 \| 68 \| Oliver Bierhoff (Udinese Calcio) \| 27 \| 54 \| Ronaldo (Inter de Milan) Shota Arveladze (Ajax Ámsterdam) \| 25 \| 50 \| \| 1998-99 \| Mário Jardel (FC Porto) \| 36 \| 54 \| Raúl González Blanco (Real Madrid C. F.) \| 25 \| 50 \| Ruud Van Nistelrooy (PSV Eindhoven) \| 31 \| 46.5 \| \| 1999-00 \| Kevin Phillips (Sunderland AFC) \| 30 \| 60 \| Mário Jardel (FC Porto) \| 37 \| 55.5 \| Salva Ballesta (Racing de Santander) \| 27 \| 54 \| \| 2000-01 \| Henrik Larsson (Celtic FC) \| 35 \| 52.5 \| Hernán Crespo (S.S. Lazio) \| 26 \| 52 \| Andriy Shevchenko (A.C. Milan) Raúl González Blanco (Real Madrid C. F.) \| 24 \| 48 \| \| 2001-02 \| Mário Jardel (Sporting de Lisboa) \| 42 \| 63 \| Thierry Henry (Arsenal FC) Dario Hübner (Piacenza Calcio) David Trezeguet (Juventus FC) \| 24 \| 48 \| \| \| \| \| 2002-03 \| Roy Makaay (Deportivo de La Coruña) \| 29 \| 58 \| Mateja Kežman (PSV Eindhoven) \| 35 \| 52.5 \| Shabani Nonda (AS Monaco) \| 26 \| 52 \| \| 2003-04 \| Thierry Henry (Arsenal FC) \| 30 \| 60 \| Aílton (Werder Bremen) \| 28 \| 56 \| Djibril Cissé (AJ Auxerre) \| 26 \| 52 \| \| 2004-05 \| Thierry Henry (Arsenal FC) Diego Forlán (Villarreal C.F.) \| 25 \| 50 \| Samuel Eto'o (F. C. Barcelona) Marek Mintál (F.C. Núremberg) Cristiano Lucarelli (Livorno Calcio) \| 24 \| 48 \| \| \| \| \| 2005-06 \| Luca Toni (ACF Fiorentina) \| 31 \| 62 \| Thierry Henry (Arsenal FC) \| 27 \| 54 \| Samuel Eto'o (F. C. Barcelona) \| 26 \| 52 \| \| 2006-07 \| Francesco Totti (AS Roma) \| 26 \| 52 \| Afonso Alves (SC Heerenveen) \| 34 \| 51 \| Ruud van Nistelrooy (Real Madrid C. F.) \| 25 \| 50 \| \| 2007-08 \| Cristiano Ronaldo (Manchester United FC) \| 31 \| 62 \| Daniel Güiza (RCD Mallorca) \| 27 \| 54 \| Klaas-Jan Huntelaar (Ajax de Ámsterdam) \| 34 \| 51 \| \| 2008-09 \| Diego Forlán (Atlético de Madrid) \| 32 \| 64 \| Samuel Eto'o (F. C. Barcelona) \| 30 \| 60 \| Marc Janko (Red Bull Salzburg) \| 39 \| 58.5 \| \| 2009-10 \| Lionel Messi (F. C. Barcelona) \| 34 \| 68 \| Antonio Di Natale (Udinese Calcio) Didier Drogba (Chelsea FC) \| 29 \| 58 \| \| \| \| \| 2010-11 \| Cristiano Ronaldo (Real Madrid CF) \| 41 \| 82 \| Lionel Messi (F. C. Barcelona) \| 31 \| 62 \| Antonio Di Natale (Udinese Calcio) Mario Gómez García (F. C. Bayern Múnich) \| 28 \| 56 \| \| 2011-12 \| Lionel Messi (F. C. Barcelona) \| 50 \| 100 \| Cristiano Ronaldo (Real Madrid CF) \| 46 \| 92 \| Robin van Persie (Arsenal FC) \| 30 \| 60 \| \| 2012-13 \| Lionel Messi (F. C. Barcelona) \| 46 \| 92 \| Cristiano Ronaldo (Real Madrid CF) \| 34 \| 68 \| Edinson Cavani (SSC Napoli) \| 30 \| 60 \| \| 2013-14 \| Cristiano Ronaldo (Real Madrid CF) Luis Suárez (Liverpool FC) \| 31 \| 62 \| Lionel Messi (F. C. Barcelona) \| 28 \| 56 \| Diego Costa (Atlético de Madrid) \| 27 \| 54 \| \| 2014-15 \| Cristiano Ronaldo (Real Madrid CF) \| 48 \| 96 \| Lionel Messi (F. C. Barcelona) \| 43 \| 86 \| Sergio Agüero (Manchester City) \| 26 \| 52 \| \| 2015-16 \| Luis Suárez (F. C. Barcelona) \| 40 \| 80 \| Gonzalo Higuaín (SSC Napoli) \| 36 \| 72 \| Cristiano Ronaldo (Real Madrid C. F.) \| 35 \| 70 \| \| 2016-17 \| Lionel Messi (F. C. Barcelona) \| 37 \| 74 \| Bas Dost (Sporting de Lisboa) \| 34 \| 68 \| Pierre Emerick Aubameyang (Borussia Dortmund) \| 31 \| 62 \| \| 2017-18 \| Lionel Messi (F. C. Barcelona) \| 34 \| 68 \| Mohamed Salah (Liverpool FC) \| 32 \| 64 \| Harry Kane (Tottenham Hotspur) \| 30 \| 60 \| \| 2018-19 \| Lionel Messi (F. C. Barcelona) \| 36 \| 72 \| Kylian Mbappé (París Saint-Germain FC) \| 33 \| 66 \| Fabio Quagliarella (UC Sampdoria) \| 26 \| 52 \| \| 2019-20 \| Ciro Immobile (S.S. Lazio) \| 36 \| 72 \| Robert Lewandowski (F. C. Bayern Múnich) \| 34 \| 68 \| Cristiano Ronaldo (Juventus) \| 31 \| 62 \| \| 2020-21 \| Robert Lewandowski (F. C. Bayern Múnich) \| 41 \| 82 \| Lionel Messi (F. C. Barcelona) \| 30 \| 60 \| Cristiano Ronaldo (Juventus) \| 29 \| 58 \| \| 2021-22 \| Robert Lewandowski (F. C. Bayern Múnich) \| 35 \| 70 \| Kylian Mbappé (París Saint-Germain F. C.) \| 28 \| 56 \| Karim Benzema (Real Madrid C. F.) Ciro Immobile (S.S. Lazio) \| 27 \| 54 \| \| 2022-23 \| Erling Haaland (Manchester City F. C.) \| 36 \| 72 \| Harry Kane (Tottenham Hotspur F. C.) \| 30 \| 60 \| Kylian Mbappé (París Saint-Germain F. C.) \| 29 \| 58 \| \| 2023-24 \| Harry Kane (F. C. Bayern Múnich) \| 36 \| 72 \| Serhou Guirassy (VfB Stuttgart) \| 28 \| 56 \| Kylian Mbappé (París Saint-Germain F. C.) Erling Haaland (Manchester City F. C.) \| 27 \| 54 \| \| 2024-25 \| Kylian Mbappé (Real Madrid C. F.) \| 31 \| 62 \| Viktor Gyökeres (Sporting C. P.) \| 39 \| 58.5 \| Mohamed Salah (Liverpool F. C.) \| 29 \| 58 \| |                                                                 |     |      |                                                                                                   |     |      | |     |      |
| Edición | Bota de Oro                                                     | Gol | Pts. | Bota de Plata                                                                                     | Gol | Pts. | Bota de Bronce                                                                                             | Gol | Pts. |
| Bota de Oro de France Football |                                                                 |     |      |                                                                                                   |     |      | |     |      |
| 1967-68 | Eusébio (S. L. Benfica)                                         | 42  | -    | Antal Dunai (Újpesti Dózsa S. C.)                                                                 | 36  | -    | Bobby Lennox (Celtic F. C.)                                                                                | 32  | -    |
| 1968-69 | Petar Zhekov (CSKA Sofiya)                                      | 36  | -    | Giorgos Sideris (Olympiakós Peiraiós)                                                             | 35  | -    | Antal Dunai (Újpesti Dózsa S. C.) Helmut Köglberger (F. K. Austria Wien)                                   | 31  | -    |
| 1969-70 | Gerd Müller (F. C. Bayern)                                      | 38  | -    | Carlo Devillet (C. A. Spora Luxembourg)                                                           | 31  | -    | Petar Zhekov (CSKA Sofiya)                                                                                 | 31  | -    |
| 1970-71 | Josip Skoblar (Olympique de Marseille)                          | 44  | -    | Salif Keïta (A. S. Saint-Étienne)                                                                 | 42  | -    | Giorgos Dedes (Paniónios G. S. S.)                                                                         | 28  | -    |
| 1971-72 | Gerd Müller (F. C. Bayern)                                      | 40  | -    | Antonis Antoniadis (Panathinaikós A. O.)                                                          | 39  | -    | Joe Harper (Aberdeen F. C.) Francis Lee (Manchester City F. C.) Slobodan Santrač (O. F. K. Beograd)        | 33  | -    |
| 1972-73 | Eusébio (S. L. Benfica)                                         | 40  | -    | Gerd Müller (F. C. Bayern)                                                                        | 36  | -    | Petar Zhekov (CSKA Sofiya)                                                                                 | 29  | -    |
| 1973-74 | Héctor Yazalde (S. C. Portugal)                                 | 46  | -    | Hans Krankl (Rapid Viena)                                                                         | 36  | -    | Carlos Bianchi (Stade de Reims) Jupp Heynckes (Borussia Mönchengladbach) Gerd Müller (F. C. Bayern Múnich) | 30  | -    |
| 1974-75 | Dudu Georgescu (Dinamo de Bucarest)                             | 33  | -    | Ruud Geels (Ajax Ámsterdam) Delio Onnis (AS Monaco) Héctor Yazalde (Sporting de Lisboa)           | 30  | -    | |     |      |
| 1975-76 | Sotiris Kaiafas (AC Omonia)                                     | 39  | -    | Carlos Bianchi (Stade de Reims)                                                                   | 34  | -    | Peter Risi (FC Zürich)                                                                                     | 33  | -    |
| 1976-77 | Dudu Georgescu (Dinamo de Bucarest)                             | 47  | -    | Béla Várady (Budapesti Vasas Sport Club)                                                          | 36  | -    | Ruud Geels (Ajax Ámsterdam) Dieter Müller (F. C. Colonia)                                                  | 34  | -    |
| 1977-78 | Hansi Krankl (F. K. Rapid Wien)                                 | 41  | -    | Carlos Bianchi (París Saint-Germain F. C.)                                                        | 37  | -    | Ruud Geels (A. F. C. Ajax)                                                                                 | 32  | -    |
| 1978-79 | Kees Kist (AZ Alkmaar)                                          | 34  | -    | László Fekete (Újpest FC) Thomas Mavros (AEK Atenas)                                              | 31  | -    | |     |      |
| 1979-80 | Erwin Vandenbergh (Lierse S. K.)                                | 39  | -    | László Fekete (Újpest F. C.)                                                                      | 36  | -    | Walter Schachner (F. K. Austria Viena)                                                                     | 34  | -    |
| 1980-81 | Georgi Slavkov (Trakia Plovdiv)                                 | 31  | -    | Tibor Nyilasi (Ferencváros T.C.)                                                                  | 30  | -    | Karl-Heinz Rummenigge (F. C. Bayern Múnich)                                                                | 29  | -    |
| 1981-82 | Wim Kieft (A. F. C. Ajax)                                       | 32  | -    | Kees Kist (AZ Alkmaar) Delio Onnis (Tours Football Club)                                          | 29  | -    | |     |      |
| 1982-83 | Fernando Gomes (F. C. Porto)                                    | 36  | -    | Peter Houtman (Feyenoord Rotterdam)                                                               | 30  | -    | Nikolaos Anastopoulos (Olympiakós Peiraiós) Charlie Nicholas (Celtic FC)                                   | 29  | -    |
| 1983-84 | Ian Rush (Liverpool F. C.)                                      | 32  | -    | Marco van Basten (Ajax Ámsterdam)                                                                 | 28  | -    | Nico Claesen (Standard Lieja)                                                                              | 27  | -    |
| 1984-85 | Fernando Gomes (F. C. Porto)                                    | 39  | -    | Martin McCaughey (Linfield FC)                                                                    | 34  | -    | Vahid Halilhodžić (FC Nantes)                                                                              | 28  | -    |
| 1985-86 | Marco van Basten (A. F. C. Ajax)                                | 37  | -    | Oleg Protásov (FC Dnipro Dnipropetrovsk)                                                          | 36  | -    | Tanju Çolak (Samsunspor) Anton Polster (FK Austria Viena)                                                  | 33  | -    |
| 1986-87 | Toni Polster(1) (F. K. Austria Wien)                            | 39  | -    | Nasko Sirakov (PFC Levski Sofia)                                                                  | 36  | -    | Brian McClair (Celtic F.C.)                                                                                | 35  | -    |
| 1987-88 | Tanju Çolak (Galatasaray S. K.)                                 | 39  | -    | John Eriksen (Servette FC)                                                                        | 36  | -    | Victor Pițurcă (Steaua de Bucarest)                                                                        | 34  | -    |
| 1988-89 | Dorin Mateut (Dinamo de Bucarest)                               | 43  | -    | Marcel Coras (Victoria de Bucarest)                                                               | 36  | -    | Baltazar (Atlético de Madrid)                                                                              | 35  | -    |
| 1989-90 | Hugo Sánchez (Real Madrid C. F.) Hristo Stoichkov (CSKA Sofiya) | 38  | -    | Gerhard Rodax (FC Admira Wacker Mödling)                                                          | 35  | -    | |     |      |
| 1990-91 | Darko Pancev(2) (F. K. Crvena Zvezda)                           | 34  | -    | Tanju Çolak (Galatasaray SK)                                                                      | 31  | -    | Václav Daněk (FC Tirol Innsbruck) Kliton Bozgo (KS Tomori Berat)                                           | 29  | -    |
| Bota de Oro Adidas |                                                                 |     |      |                                                                                                   |     |      | |     |      |
| 1991-92 | Ally McCoist (Rangers F. C.)                                    | 34  | -    | Richard Daddy Owubokiri (Boavista FC)                                                             | 30  | -    | Zoran Ubavič (NK Olimpija Ljubljana) Ian Wright (Crystal Palace F.C.)                                      | 29  | -    |
| 1992-93 | Ally McCoist (Rangers F. C.)                                    | 34  | -    | Vasilis Dimitriadis (AEK Atenas)                                                                  | 33  | -    | Krzysztof Warzycha (Panathinaikos FC)                                                                      | 32  | -    |
| 1993-94 | David Taylor (Porthmadog F. C.)                                 | 43  | -    | Andrew Cole (Newcastle United FC)                                                                 | 34  | -    | Alan Shearer (Blackburn Rovers FC) Josip Weber (Cercle Brugge)                                             | 31  | -    |
| 1994-95 | Arsen Avitisyan (Homenhem)                                      | 39  | -    | Saša Ćirić (FK Vardar)                                                                            | 35  | -    | Alan Shearer (Blackburn Rovers FC)                                                                         | 34  | -    |
| 1995-96 | Zviad Endeladze (Margveti Zestaponi)                            | 40  | -    | Ken McKenna (Conwy Borough F.C.)                                                                  | 38  | -    | Vladimir Gavriliu (FC Zimbru Chișinău)                                                                     | 34  | -    |
| Bota de Oro de la European Sports Media |                                                                 |     |      |                                                                                                   |     |      | |     |      |
| 1996-97 | Ronaldo (F. C. Barcelona)                                       | 34  | 68   | Mário Jardel (FC Porto)                                                                           | 30  | 60   | Hakan Şükür (Galatasaray SK)                                                                               | 38  | 57   |
| 1997-98 | Nikos Machlas (SBV Vitesse)                                     | 34  | 68   | Oliver Bierhoff (Udinese Calcio)                                                                  | 27  | 54   | Ronaldo (Inter de Milan) Shota Arveladze (Ajax Ámsterdam)                                                  | 25  | 50   |
| 1998-99 | Mário Jardel (FC Porto)                                         | 36  | 54   | Raúl González Blanco (Real Madrid C. F.)                                                          | 25  | 50   | Ruud Van Nistelrooy (PSV Eindhoven)                                                                        | 31  | 46.5 |
| 1999-00 | Kevin Phillips (Sunderland AFC)                                 | 30  | 60   | Mário Jardel (FC Porto)                                                                           | 37  | 55.5 | Salva Ballesta (Racing de Santander)                                                                       | 27  | 54   |
| 2000-01 | Henrik Larsson (Celtic FC)                                      | 35  | 52.5 | Hernán Crespo (S.S. Lazio)                                                                        | 26  | 52   | Andriy Shevchenko (A.C. Milan) Raúl González Blanco (Real Madrid C. F.)                                    | 24  | 48   |
| 2001-02 | Mário Jardel (Sporting de Lisboa)                               | 42  | 63   | Thierry Henry (Arsenal FC) Dario Hübner (Piacenza Calcio) David Trezeguet (Juventus FC)           | 24  | 48   | |     |      |
| 2002-03 | Roy Makaay (Deportivo de La Coruña)                             | 29  | 58   | Mateja Kežman (PSV Eindhoven)                                                                     | 35  | 52.5 | Shabani Nonda (AS Monaco)                                                                                  | 26  | 52   |
| 2003-04 | Thierry Henry (Arsenal FC)                                      | 30  | 60   | Aílton (Werder Bremen)                                                                            | 28  | 56   | Djibril Cissé (AJ Auxerre)                                                                                 | 26  | 52   |
| 2004-05 | Thierry Henry (Arsenal FC) Diego Forlán (Villarreal C.F.)       | 25  | 50   | Samuel Eto'o (F. C. Barcelona) Marek Mintál (F.C. Núremberg) Cristiano Lucarelli (Livorno Calcio) | 24  | 48   | |     |      |
| 2005-06 | Luca Toni (ACF Fiorentina)                                      | 31  | 62   | Thierry Henry (Arsenal FC)                                                                        | 27  | 54   | Samuel Eto'o (F. C. Barcelona)                                                                             | 26  | 52   |
| 2006-07 | Francesco Totti (AS Roma)                                       | 26  | 52   | Afonso Alves (SC Heerenveen)                                                                      | 34  | 51   | Ruud van Nistelrooy (Real Madrid C. F.)                                                                    | 25  | 50   |
| 2007-08 | Cristiano Ronaldo (Manchester United FC)                        | 31  | 62   | Daniel Güiza (RCD Mallorca)                                                                       | 27  | 54   | Klaas-Jan Huntelaar (Ajax de Ámsterdam)                                                                    | 34  | 51   |
| 2008-09 | Diego Forlán (Atlético de Madrid)                               | 32  | 64   | Samuel Eto'o (F. C. Barcelona)                                                                    | 30  | 60   | Marc Janko (Red Bull Salzburg)                                                                             | 39  | 58.5 |
| 2009-10 | Lionel Messi (F. C. Barcelona)                                  | 34  | 68   | Antonio Di Natale (Udinese Calcio) Didier Drogba (Chelsea FC)                                     | 29  | 58   | |     |      |
| 2010-11 | Cristiano Ronaldo (Real Madrid CF)                              | 41  | 82   | Lionel Messi (F. C. Barcelona)                                                                    | 31  | 62   | Antonio Di Natale (Udinese Calcio) Mario Gómez García (F. C. Bayern Múnich)                                | 28  | 56   |
| 2011-12 | Lionel Messi (F. C. Barcelona)                                  | 50  | 100  | Cristiano Ronaldo (Real Madrid CF)                                                                | 46  | 92   | Robin van Persie (Arsenal FC)                                                                              | 30  | 60   |
| 2012-13 | Lionel Messi (F. C. Barcelona)                                  | 46  | 92   | Cristiano Ronaldo (Real Madrid CF)                                                                | 34  | 68   | Edinson Cavani (SSC Napoli)                                                                                | 30  | 60   |
| 2013-14 | Cristiano Ronaldo (Real Madrid CF) Luis Suárez (Liverpool FC)   | 31  | 62   | Lionel Messi (F. C. Barcelona)                                                                    | 28  | 56   | Diego Costa (Atlético de Madrid)                                                                           | 27  | 54   |
| 2014-15 | Cristiano Ronaldo (Real Madrid CF)                              | 48  | 96   | Lionel Messi (F. C. Barcelona)                                                                    | 43  | 86   | Sergio Agüero (Manchester City)                                                                            | 26  | 52   |
| 2015-16 | Luis Suárez (F. C. Barcelona)                                   | 40  | 80   | Gonzalo Higuaín (SSC Napoli)                                                                      | 36  | 72   | Cristiano Ronaldo (Real Madrid C. F.)                                                                      | 35  | 70   |
| 2016-17 | Lionel Messi (F. C. Barcelona)                                  | 37  | 74   | Bas Dost (Sporting de Lisboa)                                                                     | 34  | 68   | Pierre Emerick Aubameyang (Borussia Dortmund)                                                              | 31  | 62   |
| 2017-18 | Lionel Messi (F. C. Barcelona)                                  | 34  | 68   | Mohamed Salah (Liverpool FC)                                                                      | 32  | 64   | Harry Kane (Tottenham Hotspur)                                                                             | 30  | 60   |
| 2018-19 | Lionel Messi (F. C. Barcelona)                                  | 36  | 72   | Kylian Mbappé (París Saint-Germain FC)                                                            | 33  | 66   | Fabio Quagliarella (UC Sampdoria)                                                                          | 26  | 52   |
| 2019-20 | Ciro Immobile (S.S. Lazio)                                      | 36  | 72   | Robert Lewandowski (F. C. Bayern Múnich)                                                          | 34  | 68   | Cristiano Ronaldo (Juventus)                                                                               | 31  | 62   |
| 2020-21 | Robert Lewandowski (F. C. Bayern Múnich)                        | 41  | 82   | Lionel Messi (F. C. Barcelona)                                                                    | 30  | 60   | Cristiano Ronaldo (Juventus)                                                                               | 29  | 58   |
| 2021-22 | Robert Lewandowski (F. C. Bayern Múnich)                        | 35  | 70   | Kylian Mbappé (París Saint-Germain F. C.)                                                         | 28  | 56   | Karim Benzema (Real Madrid C. F.) Ciro Immobile (S.S. Lazio)                                               | 27  | 54   |
| 2022-23 | Erling Haaland (Manchester City F. C.)                          | 36  | 72   | Harry Kane (Tottenham Hotspur F. C.)                                                              | 30  | 60   | Kylian Mbappé (París Saint-Germain F. C.)                                                                  | 29  | 58   |
| 2023-24 | Harry Kane (F. C. Bayern Múnich)                                | 36  | 72   | Serhou Guirassy (VfB Stuttgart)                                                                   | 28  | 56   | Kylian Mbappé (París Saint-Germain F. C.) Erling Haaland (Manchester City F. C.)                           | 27  | 54   |
| 2024-25 | Kylian Mbappé (Real Madrid C. F.)                               | 31  | 62   | Viktor Gyökeres (Sporting C. P.)                                                                  | 39  | 58.5 | Mohamed Salah (Liverpool F. C.)                                                                            | 29  | 58   |

Fuentes: European Sport Magazines - RSSSF.
Aunque la lista anterior es la oficial de la ESM y muestra a los ganadores de trofeo, los máximos goleadores europeos de las temporadas 1991-1992 y 1992-1993 fueron:
| Año     | Nacionalidad | Futbolista       | Goles | Club                    | Liga          |
| ------- | ------------ | ---------------- | ----- | ----------------------- | ------------- |
| 1991-92 | GEO          | Otar Korghalidze | 40    | Guria Lanchkhuti        | Umaglesi Liga |
| 1992-93 | GEO          | Merab Megreladze | 41    | FC Samgurali Tskhaltubo | Umaglesi Liga |

Fuente: RSSSF.

## Récords

### Máximos goleadores

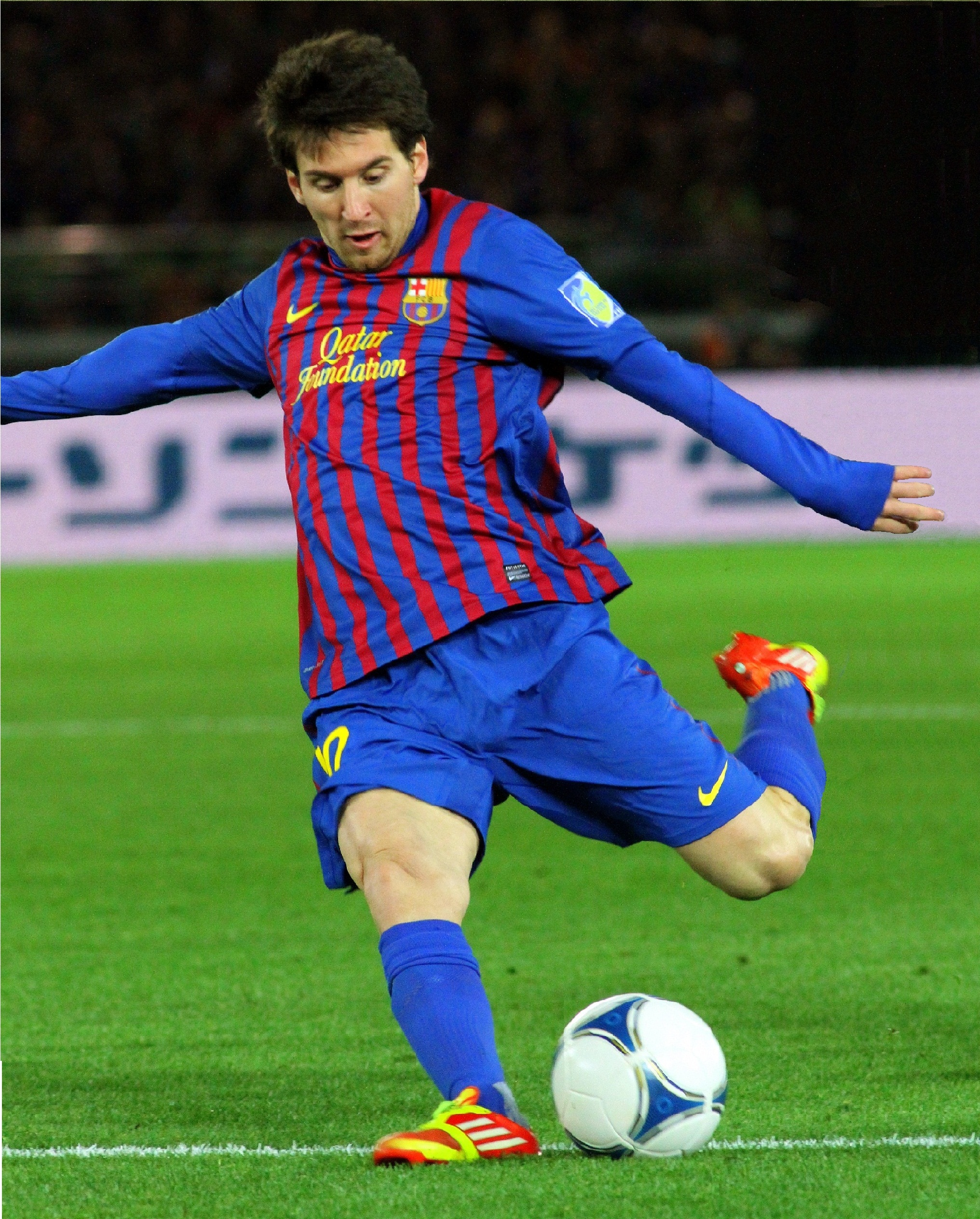
Lionel Messi es el jugador que más veces ha ganado el galardón, en un total de seis ocasiones.

Lionel Messi es el único jugador, hasta la fecha, en conseguir 50 goles en una temporada con su club en competición de liga, desde que se instauró el trofeo en 1967; lo cual también constituye el récord de la Bota de Oro.

### Ganadores múltiples

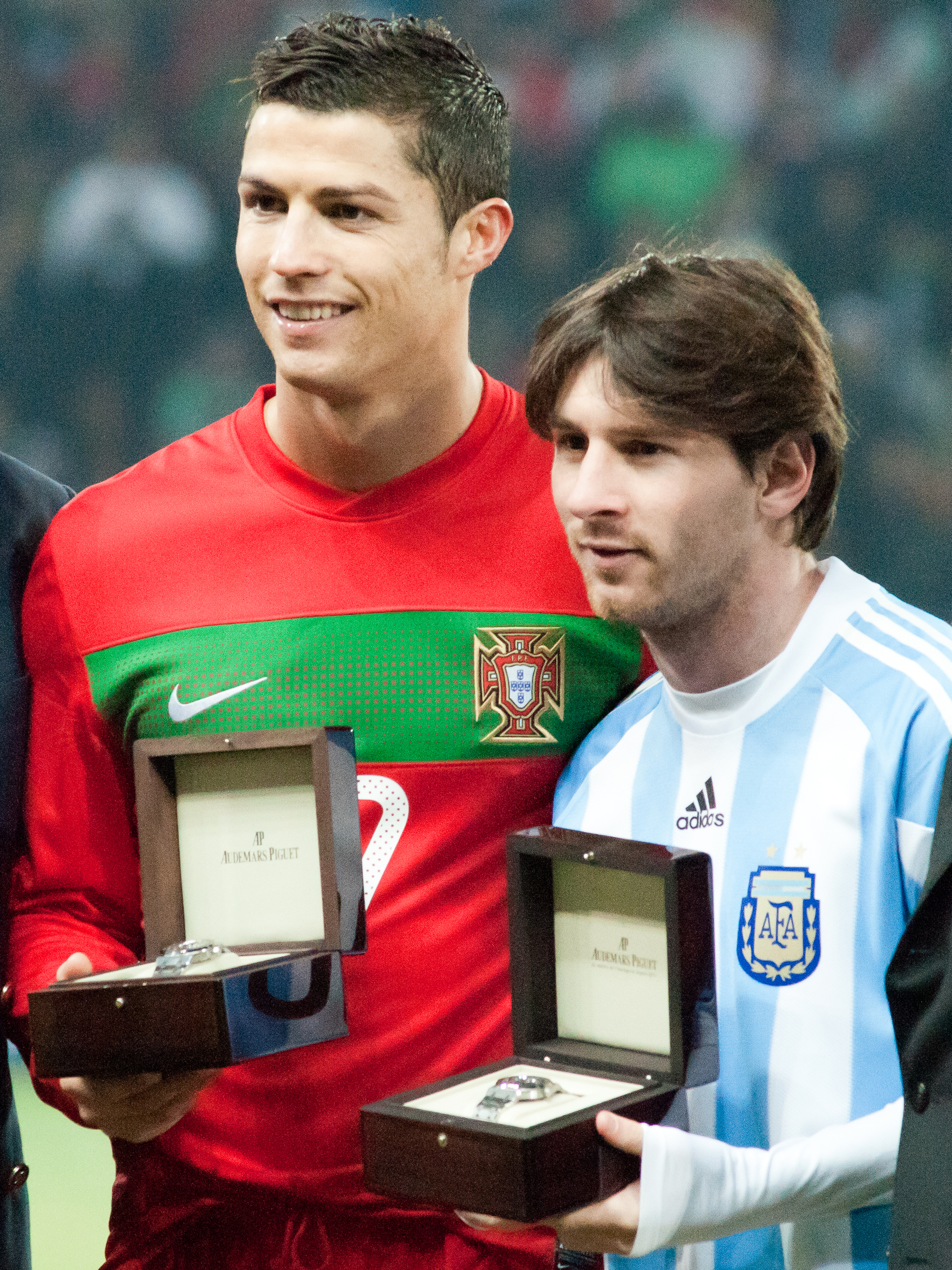
Cristiano Ronaldo fue el primer jugador en ganar el trofeo en cuatro ocasiones y Lionel Messi fue el primero en ganarlo en tres, cinco y seis ocasiones.

Lionel Messi es el único jugador hasta la fecha en ganar seis veces este premio. Le siguen Cristiano Ronaldo con cuatro, y otros diez jugadores lograron obtener la Bota de oro en dos ocasiones. Gerd Müller fue el primer jugador en ganar dos veces el premio en las temporadas 1969-70 y 1971-72.
Ally McCoist (1991-92, 1992-93), Thierry Henry (2003-04, 2004-05), Lionel Messi (2011-12, 2012-13 / 2016-17, 2017-18, 2018-19), Cristiano Ronaldo (2013-14, 2014-15) y Robert Lewandowski (2020-21, 2021-22) son los únicos jugadores en conseguir el galardón en dos años consecutivos. Lionel Messi es el único jugador en conseguir el premio en tres años consecutivos (2016-17, 2017-18, 2018-19). Cristiano Ronaldo (Manchester y Real Madrid), Diego Forlán (Villarreal y Atlético Madrid), Mário Jardel (Porto y Sporting de Lisboa) y Luis Suárez (Liverpool F. C. y F. C. Barcelona) son los únicos jugadores que obtuvieron la Bota de Oro en dos clubes diferentes.
| Jugador            | Títulos | Temporadas                                           |
| ------------------ | ------- | ---------------------------------------------------- |
| Lionel Messi       | 6       | 2009-10, 2011-12, 2012-13, 2016-17, 2017-18, 2018-19 |
| Cristiano Ronaldo  | 4       | 2007-08, 2010-11, 2013-14, 2014-15                   |
| Robert Lewandowski | 2       | 2020-21, 2021-22                                     |
| Luis Suárez        | 2       | 2013-14, 2015-16                                     |
| Diego Forlán       | 2       | 2004-05, 2008-09                                     |
| Thierry Henry      | 2       | 2003-04, 2004-05                                     |
| Mário Jardel       | 2       | 1998-99, 2001-02                                     |
| Ally McCoist       | 2       | 1991-92, 1992-93                                     |
| Fernando Gomes     | 2       | 1982-83, 1984-85                                     |
| Dudu Georgescu     | 2       | 1974-75, 1976-77                                     |
| Eusébio            | 2       | 1967-68, 1972-73                                     |
| Gerd Müller        | 2       | 1969-70, 1971-72                                     |

### Ganadores por club
La siguiente tabla muestra el número de jugadores galardonados y trofeos entregados en base al club en el que jugaba cada jugador cuando fue premiado.
| Equipo                       | Total | Jugadores |
| ---------------------------- | ----- | --------- |
| F. C. Barcelona              | 8     | 3         |
| F. C. Bayern Múnich          | 5     | 3         |
| Real Madrid C. F.            | 5     | 3         |
| F. C. Dinamo București       | 3     | 2         |
| F. C. Porto                  | 3     | 2         |
| P. F. C. CSKA Sofia          | 2     | 2         |
| Liverpool F. C.              | 2     | 2         |
| A. F. C. Ajax                | 2     | 2         |
| S. C. Portugal               | 2     | 2         |
| Arsenal F. C.                | 2     | 1         |
| S. L. Benfica                | 2     | 1         |
| Rangers F. C.                | 2     | 1         |
| F. C. Pyunik                 | 1     | 1         |
| F. K. Austria Viena          | 1     | 1         |
| S. K. Rapid Viena            | 1     | 1         |
| Lierse S. K.                 | 1     | 1         |
| P. F. C. Botev Plovdiv       | 1     | 1         |
| A. C. Omonia                 | 1     | 1         |
| Manchester United F. C.      | 1     | 1         |
| Sunderland A. F. C.          | 1     | 1         |
| Olympique de Marsella        | 1     | 1         |
| F. C. Zestafoni              | 1     | 1         |
| A. C. F. Fiorentina          | 1     | 1         |
| S. S. Lazio                  | 1     | 1         |
| A. S. Roma                   | 1     | 1         |
| AZ Alkmaar                   | 1     | 1         |
| S. B. V. Vitesse             | 1     | 1         |
| Celtic F. C.                 | 1     | 1         |
| C. Atlético de Madrid        | 1     | 1         |
| R. C. Deportivo de La Coruña | 1     | 1         |
| Villarreal C. F.             | 1     | 1         |
| Galatasaray S. K.            | 1     | 1         |
| Porthmadog F. C.             | 1     | 1         |
| F. K. Crvena Zvezda          | 1     | 1         |
| Manchester City F. C.        | 1     | 1         |

## Máximos goleadores antes de la instauración del trofeo
La siguiente lista muestra quienes fueron los máximos goleadores de Europa desde la creación de las primeras ligas Europeas, es decir, las de las islas británicas, hasta la instauración del trofeo de la Bota de Oro en 1967.
| Año     | Futbolista          | Nacionalidad      | Goles | Club                       |
| ------- | ------------------- | ----------------- | ----- | -------------------------- |
| 1888-89 | John Goodall        | Inglaterra        | 21    | Preston North End F. C.    |
| 1889-90 | James Ross          | Inglaterra        | 24    | Preston North End F. C.    |
| 1890-91 | Jack Southworth     | Inglaterra        | 26    | Blacburn Rovers F. C.      |
| 1891-92 | Johnny Campbell     | Inglaterra        | 32    | Sunderland A. F. C.        |
| 1892-93 | Johnny Campbell     | Inglaterra        | 31    | Sunderland A. F. C.        |
| 1893-94 | Jack Southworth     | Inglaterra        | 27    | Everton F. C.              |
| 1894-95 | Johnny Campbell     | Inglaterra        | 22    | Sunderland A. F. C.        |
| 1895-96 | Stephen Bloomer     | Inglaterra        | 20    | Derby County F. C.         |
| 1895-96 | Johnny Campbell     | Inglaterra        | 20    | Aston Villa F. C.          |
| 1896-97 | Stephen Bloomer     | Inglaterra        | 22    | Derby County F. C.         |
| 1897-98 | George Wheldon      | Inglaterra        | 21    | Aston Villa F. C.          |
| 1898-99 | Robert Hamilton     | Escocia           | 25    | Rangers F. C.              |
| 1899-00 | William Garraty     | Inglaterra        | 27    | Aston Villa F. C.          |
| 1900-01 | Stephen Bloomer     | Inglaterra        | 24    | Derby County F. C.         |
| 1901-02 | Charles Simmons     | Inglaterra        | 23    | West Bromwich Albion F. C. |
| 1902-03 | Alec Raybould       | Inglaterra        | 31    | Liverpool F. C.            |
| 1903-04 | Robert Hamilton     | Escocia           | 28    | Rangers F. C.              |
| 1904-05 | Samuel Marsh        | Inglaterra        | 26    | Bolton Wanderers F. C.     |
| 1905-06 | Albert Shepherd     | Inglaterra        | 26    | Bolton Wanderers F. C.     |
| 1905-06 | William Jones       | Inglaterra        | 26    | Birmingham City F. C.      |
| 1905-06 | William Maxwell     | Inglaterra        | 26    | Bristol City F. C.         |
| 1906-07 | Alf Young           | Inglaterra        | 30    | Everton F. C.              |
| 1907-08 | John (Jock) Simpson | Escocia           | 32    | Falkirk F. C.              |
| 1908-09 | Bert Freeman        | Inglaterra        | 38    | Everton F. C.              |
| 1909-10 | John Smith          | Inglaterra        | 32    | Hull City A. F. C.         |
| 1910-11 | Imre Schlosser      | Hungría           | 42    | Ferencvárosi T. C.         |
| 1911-12 | Imre Schlosser      | Hungría           | 40    | Ferencvárosi T. C.         |
| 1912-13 | Imre Schlosser      | Hungría           | 42    | Ferencvárosi T. C.         |
| 1913-14 | Imre Schlosser      | Hungría           | 36    | Ferencvárosi T. C.         |
| 1914-15 | Thomas Gracie       | Escocia           | 29    | Heart of Midlothian F. C.  |
| 1914-15 | James Richardson    | Escocia           | 29    | Ayr United F. C.           |
| 1915-16 | James McColl        | Escocia           | 34    | Celtic F. C.               |
| 1916-17 | Bert Yarnall        | Inglaterra        | 39    | Airdrieonians F. C.        |
| 1917-18 | Alfréd Schaffer     | Hungría           | 42    | MTK Hungária F. C.         |
| 1918-19 | Alfréd Schaffer     | Hungría           | 41    | MTK Hungária F. C.         |
| 1919-20 | Fred Morris         | Inglaterra        | 37    | West Bromwich Albion F. C. |
| 1920-21 | Hugh Ferguson       | Escocia           | 43    | Motherwell F. C.           |
| 1921-22 | Duncan Walker       | Escocia           | 45    | Saint Mirren F. C.         |
| 1922-23 | Charlie Buchan      | Inglaterra        | 30    | Sunderland A. F. C.        |
| 1922-23 | John White          | Escocia           | 30    | Heart of Midlothian F. C.  |
| 1923-24 | Dave Halliday       | Escocia           | 38    | Dundee United F. C.        |
| 1924-25 | Willie Devlin       | Escocia           | 33    | Cowdenbeath F. C.          |
| 1925-26 | Ted Harper          | Inglaterra        | 43    | Blackburn Rovers F. C.     |
| 1926-27 | Jimmy McGrory       | Escocia           | 49    | Celtic F. C.               |
| 1927-28 | William Dean        | Inglaterra        | 60    | Everton F. C.              |
| 1928-29 | Evelyn Morrison     | Escocia           | 43    | Falkirk F. C.              |
| 1928-29 | Dave Halliday       | Escocia           | 43    | Sunderland A. F. C.        |
| 1929-30 | Vic Watson          | Inglaterra        | 41    | West Ham United F. C.      |
| 1930-31 | Joe Bambrick        | Irlanda del Norte | 50    | Linfield F. C.             |
| 1931-32 | Fred Roberts        | Irlanda del Norte | 55    | Glentoran F. C.            |
| 1932-33 | Willie McFadyen     | Escocia           | 45    | Motherwell F. C.           |
| 1933-34 | Jimmy Smith         | Escocia           | 41    | Rangers F. C.              |
| 1934-35 | Ted Drake           | Inglaterra        | 42    | Arsenal F. C.              |
| 1935-36 | Jimmy McGrory       | Escocia           | 50    | Celtic F. C.               |
| 1936-37 | László Cseh II      | Hungría           | 36    | Hungária Budapest          |
| 1937-38 | Andy Black          | Escocia           | 40    | Heart of Midlothian F. C.  |
| 1938-39 | Gyula Zsengellér    | Hungría           | 56    | Újpesti TE                 |
| 1939-40 | Josef Bican         | Checoslovaquia    | 50    | S. K. Slavia Praga         |
| 1940-41 | Josef Bican         | Checoslovaquia    | 38    | S. K. Slavia Praga         |
| 1941-42 | Josef Bican         | Checoslovaquia    | 45    | S. K. Slavia Praga         |
| 1942-43 | Josef Bican         | Checoslovaquia    | 39    | S. K. Slavia Praga         |
| 1943-44 | Josef Bican         | Checoslovaquia    | 57    | S. K. Slavia Praga         |
| 1944-45 | Gyula Zsengellér    | Hungría           | 36    | Újpesti TE                 |
| 1945-46 | Ferenc Deák         | Hungría           | 66    | Ferencvárosi T. C.         |
| 1946-47 | Ferenc Deák         | Hungría           | 48    | Ferencvárosi T. C.         |
| 1947-48 | Ferenc Puskás       | Hungría           | 50    | Kispest Budapest           |
| 1948-49 | Ferenc Deák         | Hungría           | 59    | Ferencvárosi T. C.         |
| 1949-50 | Telmo Zarra         | España            | 38    | Athletic Club              |
| 1950-51 | Refik Resmja        | Albania           | 59    | Partizani Tirana           |
| 1951-52 | Sándor Kocsis       | Hungría           | 36    | Kispest Budapest           |
| 1952-53 | Rik Coppens         | Bélgica           | 35    | K. F. C. Germinal Ekeren   |
| 1953-54 | Sándor Kocsis       | Hungría           | 33    | Kispest Budapest           |
| 1954-55 | Rik Coppens         | Bélgica           | 35    | K. F. C. Germinal Ekeren   |
| 1955-56 | Piet Hollink        | Países Bajos      | 37    | Helmondia                  |
| 1956-57 | Coen Dillen         | Países Bajos      | 43    | PSV Eindhoven              |
| 1957-58 | Just Fontaine       | Francia           | 34    | Stade de Reims             |
| 1958-59 | Leo Canjels         | Países Bajos      | 34    | NAC Breda                  |
| 1959-60 | Joe Baker           | Inglaterra        | 42    | Hibernian F. C.            |
| 1960-61 | Alex Harley         | Escocia           | 42    | Third Lanark A. C.         |
| 1961-62 | Ray Crawford        | Inglaterra        | 33    | Ipwich Town F. C.          |
| 1961-62 | Derek Kevan         | Inglaterra        | 33    | West Bromwich Albion F. C. |
| 1962-63 | Metin Oktay         | Turquía           | 38    | Galatasaray S. K.          |
| 1963-64 | Jimmy Greaves       | Inglaterra        | 35    | Tottenham Hotspur F. C.    |
| 1964-65 | Jim Forrest         | Escocia           | 30    | Rangers F. C.              |
| 1965-66 | Philippe Gondet     | Francia           | 36    | F. C. Nantes               |
| 1966-67 | Antal Dunai II      | Hungría           | 36    | Újpest Dózsa S. C.         |

Fuente: [cita requerida]

## Máximos goleadores desde 1997 y sin los criterios de la ESM
La siguiente lista muestra quienes fueron los máximos goleadores, desde 1997, entre todas las ligas europeas, contando solo los goles oficiales y contemplados en las actas arbitrales, y no los criterios establecidos por la ESM.
| Año     | Futbolista            | Nacionalidad | Goles | Club                  | Liga                         |
| ------- | --------------------- | ------------ | ----- | --------------------- | ---------------------------- |
| 1996-97 | Tony Bird             | Gales        | 42    | Barry Town FC         | Premier League de Gales      |
| 1997-98 | Rainer Rauffmann      | Alemania     | 42    | AC Omonia             | Primera División de Chipre   |
| 1998-99 | Mário Jardel          | Brasil       | 36    | FC Porto              | Primera División de Portugal |
| 1999-00 | Mário Jardel          | Brasil       | 38    | FC Porto              | Primera División de Portugal |
| 2000-01 | Henrik Larsson        | Suecia       | 35    | Celtic FC             | Premier League de Escocia    |
| 2001-02 | Marc Lloyd Williams   | Gales        | 47    | Bangor City FC        | Premier League de Gales      |
| 2002-03 | Andrei Krõlov         | Estonia      | 37    | FC TVMK Tallinn       | Meistriliiga                 |
| 2003-04 | Ara Hakobyan          | Armenia      | 45    | FC Banants            | Liga Premier de Armenia      |
| 2004-05 | Marc Lloyd Williams   | Gales        | 34    | TNS Llansantffraid    | Premier League de Gales      |
| 2005-06 | Tarmo Neemelo         | Estonia      | 41    | FC TVMK Tallinn       | Meistriliiga                 |
| 2006-07 | Afonso Alves          | Brasil       | 34    | SC Heerenveen         | Eredivisie                   |
| 2006-07 | Eduardo Da Silva      | Brasil       | 34    | Dinamo Zagreb         | Prva HNL                     |
| 2007-08 | Rhys Griffiths        | Gales        | 40    | Llanelli AFC          | Premier League de Gales      |
| 2008-09 | Marc Janko            | Austria      | 39    | Red Bull Salzburgo    | Primera Liga de Austria      |
| 2009-10 | Luis Suárez           | Uruguay      | 35    | Ajax                  | Eredivisie                   |
| 2010-11 | Aleksandrs Čekulajevs | Letonia      | 46    | JK Narva Trans        | Meistriliiga                 |
| 2011-12 | Lionel Messi          | Argentina    | 50    | F. C. Barcelona       | Primera División de España   |
| 2012-13 | Lionel Messi          | Argentina    | 46    | F. C. Barcelona       | Primera División de España   |
| 2013-14 | Cristiano Ronaldo     | Portugal     | 31    | Real Madrid CF        | Primera División de España   |
| 2013-14 | Luis Suárez           | Uruguay      | 31    | Liverpool FC          | Barclays Premier League      |
| 2013-14 | Jonathan Soriano      | España       | 31    | Red Bull Salzburgo    | Primera Liga de Austria      |
| 2014-15 | Cristiano Ronaldo     | Portugal     | 48    | Real Madrid CF        | Primera División de España   |
| 2015-16 | Luis Suárez           | Uruguay      | 40    | F. C. Barcelona       | Primera División de España   |
| 2016-17 | Lionel Messi          | Argentina    | 37    | F. C. Barcelona       | Primera División de España   |
| 2017-18 | Jonas Gonçalves       | Brasil       | 34    | S. L. Benfica         | Primeira Liga                |
| 2017-18 | Lionel Messi          | Argentina    | 34    | F. C. Barcelona       | Primera División de España   |
| 2018-19 | Lionel Messi          | Argentina    | 36    | F. C. Barcelona       | Primera División de España   |
| 2019-20 | Ciro Immobile         | Italia       | 36    | S. S. Lazio           | Serie A                      |
| 2020-21 | Robert Lewandowski    | Polonia      | 41    | F. C. Bayern          | Bundesliga                   |
| 2021-22 | Robert Lewandowski    | Polonia      | 35    | F. C. Bayern          | Bundesliga                   |
| 2022-23 | Erling Haaland        | Noruega      | 36    | Manchester City F. C. | Premier League               |
| 2023-24 | Harry Kane            | Inglaterra   | 36    | F. C. Bayern          | Bundesliga                   |
| 2024-25 | Viktor Gyökeres       | Suecia       | 39    | Sporting C. P.        | Primeira Liga                |

Fuente: RSSSF.